# 大连开发区一中
大连开发区一中，前名松岚高中，1985年7月27日建校，2001年迁至到大连金州新区大黑山脚下的新校舍。现任校长，党支部书记为孙兆礼。

## 校训
他人 责任 成就

## 校歌
敢为国雄
```
词:宋振镇     曲:刘潇骏
```

渤海滔滔，黄海汹涌，我校踞两海中。
繁花似锦，松涛如唱，黑山巍巍万古青。
大窑湾客临天下，金石滩人间仙境，傍伴我大连松岚高中。
山不厌高，水不厌深，栋材参天起，桃李坐春风，志坚如石，气固若松，才如潮、气如虹，蜚声辽南，敢为国雄。

## 办学理念
教育至上 多元发展

## 相关资源
1. .[永久]

http://www.dlkyz.cn/view_news.asp?id=185%5B%5D